# Grande carestia del 1315-1317

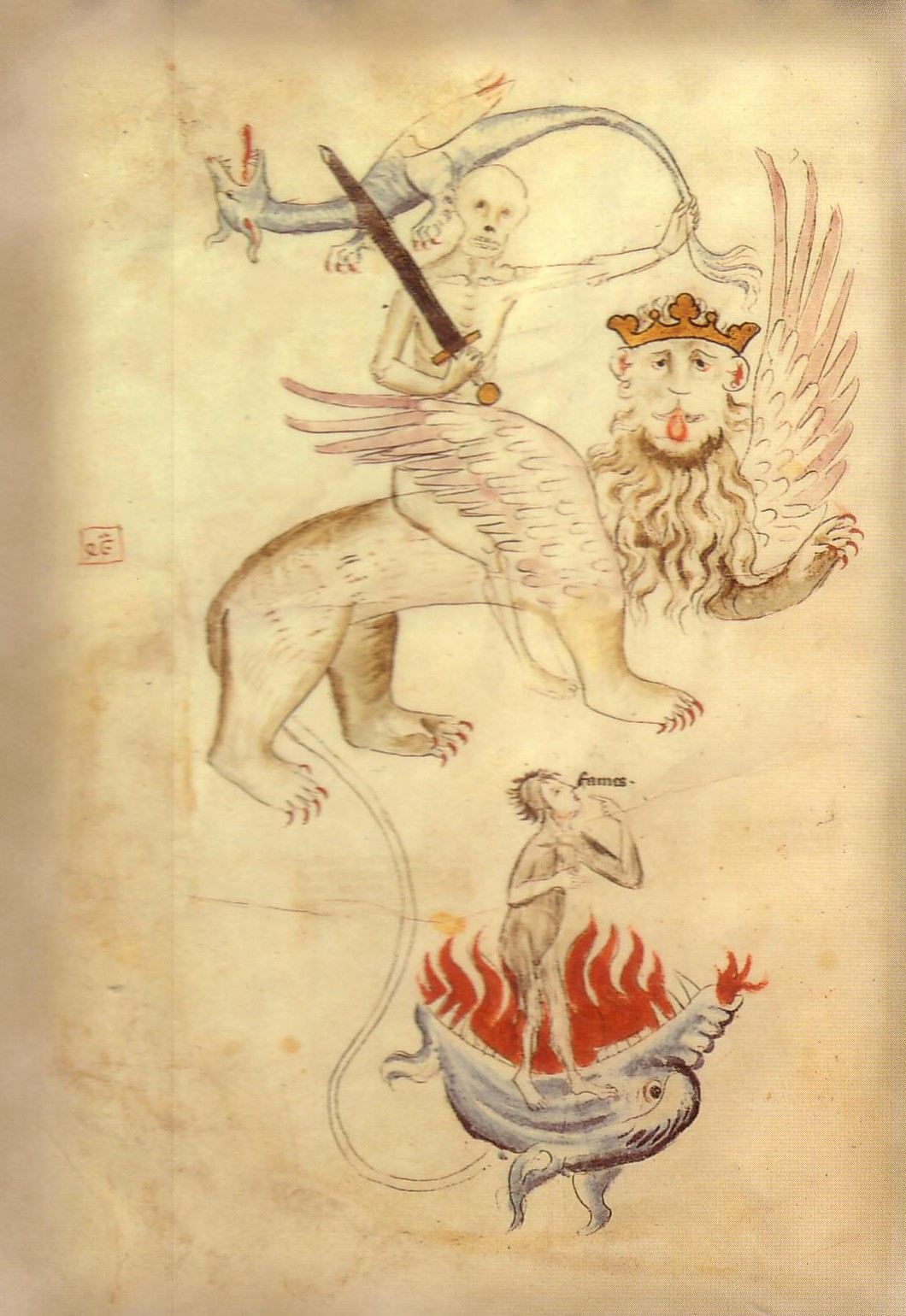
Dall'Apocalisse di un Biblia Pauperum miniato a Erfurt all'epoca della Grande carestia. La morte ("Mors") siede a cavalcioni di un leone la cui lunga coda finisce con una palla di fuoco (Inferno). La carestia ("Fames") indica la sua bocca affamata.

La Grande carestia del 1315-1317 (per alcuni, fino al 1322) fu la prima di una serie di crisi che su vasta scala colpirono soprattutto il Nord Europa e, in misura più moderata, l'Italia settentrionale, agli inizi del XIV secolo, causando milioni di morti nell'arco di non molti anni e ponendo fine al precedente periodo di crescita e prosperità che durava dall'XI secolo. Cominciando con il cattivo tempo nella primavera del 1315, il periodo di pessimi raccolti durò per tutto il 1316 fino all'estate del 1317; l'Europa non si riprese completamente fino al 1322. Fu un periodo segnato da estremi livelli di attività criminale, malattie e morte diffusa, infanticidio e cannibalismo. Ebbe conseguenze sulla Chiesa, sullo Stato, sulla società europea e sulle calamità che seguirono nei decenni successivi dell'intero '300.

## Il periodo storico
La carestia nel contesto dell'Europa medievale significava che le persone morivano d'inedia in grandi quantità. Per brutali che fossero, le carestie erano accadimenti familiari. Come esempio, delle carestie ebbero luogo in Francia durante il XIV secolo nel 1304, 1305, 1310, 1315-1317 (la Grande carestia), 1330-1334, 1349-1351, 1358-1360, 1371, 1374-1375 e nel 1390. L'Inghilterra, il regno più prospero colpito dalla Grande carestia, fu colpita da carestie nel 1315-1317, 1321, 1351, 1369 e oltre. Poiché la maggior parte della popolazione solitamente non aveva abbastanza da mangiare, sopravvivere era un affare brutale e relativamente breve, per cui ci si poteva considerare vecchi già a trent'anni. Secondo gli archivi ufficiali della famiglia reale britannica, la parte più agiata della società, l'aspettativa di vita media nel 1276 era di 35,28 anni. Tra il 1301 e il 1325, durante la Grande carestia, si era ridotta a 29,84, mentre tra il 1348 e il 1378, durante la Peste Nera, scese a 17,33.
La Grande carestia fu ristretta all'Europa settentrionale (interessando sporadicamente anche l'Italia settentrionale), dalla Russia a est all'Irlanda a ovest, dalla Scandinavia a nord al limite meridionale costituito dalle Alpi e dai Pirenei.
Durante il periodo caldo medioevale (precedente al 1350), la popolazione europea era cresciuta considerevolmente, raggiungendo livelli che non si sarebbero riscontrati nuovamente, in alcuni luoghi, fino al XIX secolo; alcune parti della Francia, inoltre, sono tutt'oggi meno popolose di quanto lo fossero all'inizio del '300. Tuttavia, l'effettiva quantità di farina disponibile per sfamare un singolo individuo era andata diminuendo a partire dal 1280 e i prezzi del cibo erano molto aumentati. Durante le buone stagioni, il numero di semi che si ottenevano per ciascun seme piantato era di 7 a 1, mentre durante le cattive stagioni si riduceva a 2 a 1 — cioè uno veniva conservato per la semina successiva, uno era disponibile come cibo. A paragone, il rapporto con l'agricoltura moderna è di 200 a 1 o più.
Ci fu tuttavia un catastrofico peggioramento del tempo atmosferico al termine del periodo caldo medioevale, che coincise con l'inizio della Grande carestia.
La causa verrebbe dalla grande quantità di cenere vulcanica eruttata dal monte Tarawera verso l'anno 1315, che sarebbe all'origine dell'abbassamento delle temperature dell'intero pianeta.
Tra il 1310 e il 1330, l'Europa settentrionale vide alcuni dei peggiori e più prolungati periodi di cattivo tempo di tutto il Medioevo, caratterizzati da inverni rigidi e piovosi ed estati fredde. Con il cambiare delle condizioni climatiche, l'incapacità dei governi medievali di gestire le crisi e il livello di popolazione più elevato che nell'Alto Medioevo ridussero (e, in molte aree, cancellarono) il margine d'errore sull'approvvigionamento di cibo.

## La Grande carestia
Già tra il 1309 e il 1311, a causa di ripetuti eventi meteorologici avversi, vi fu una grave carenza nella produzione di cereali in Emilia, tanto che, secondo in cronista Guerino, si vedevano lungo le strade persone morire per la fame e, tra il 1312 e il 1315, periodi siccitosi seguiti da violenti temporali misero a dura prova le coltivazioni in Piemonte e Lombardia. Nella primavera del 1315 una pioggia inusualmente pesante cominciò a cadere in tutta Europa. Per tutta la primavera e l'estate la pioggia continuò a cadere e le temperature rimasero basse. In tali condizioni il grano non poté maturare; esso fu portato in casa in urne e vasi. In Inghilterra il cibo che era stato venduto a 20 scellini in primavera venne venduto a 40 scellini a giugno. Il sale, il principale ingrediente usato per conservare la carne, divenne difficile da ottenere perché era difficile ricavarlo per evaporazione nel clima umido; il prezzo aumentò da 30 a 40 scellini. In Lorena i prezzi della farina crebbero del 320%, rendendo il pane non più acquistabile dai popolani. I magazzini di grano per le emergenze di lungo periodo erano riservati a signori e nobili. A causa dell'accresciuta pressione sulla popolazione, raccolti sotto la media significavano persone affamate, con ben poco margine per cattivi raccolti. La popolazione cominciò a raccogliere radici commestibili spontanee, piante, erbe, noci e bacche nelle foreste.
C'è un numero di incidenti documentati che mostrano l'estensione della carestia. Edoardo II d'Inghilterra si fermò a St. Albans il 10 agosto 1315 e non si poté trovare pane per lui e il suo seguito. La Francia, sotto Luigi X, tentò di invadere le Fiandre ma, facendo esse parte delle terre sottratte al mare come i Paesi Bassi, i campi furono allagati e le armate così impantanate furono costrette a ritirarsi, bruciando le provviste che avevano saccheggiato quando non erano in grado di portarsele dietro.
Nella primavera del 1316 la pioggia continuò a cadere su una popolazione europea privata di energie e incapace di sostentarsi. I cronisti del tempo riferirono molti casi di cannibalismo.
Il culmine della carestia fu raggiunto nel 1317, mentre il tempo piovoso perdurava. Finalmente, durante l'estate, il tempo tornò alla normalità; ma la popolazione era così indebolita da polmonite, bronchite, tubercolosi e altre malattie, e la maggior parte delle riserve di semi era stata mangiata, che fu non prima del 1325 che le forniture di cibo tornarono a condizioni relativamente normali e la popolazione ricominciò a crescere. Gli storici dibattono sull'ammontare, ma si stima che tra il 10% e il 25% della popolazione di città e villaggi morì. Anche se la Morte Nera (1347-1352) avrebbe causato più decessi, per molti la Grande carestia fu peggiore: mentre la peste imperversava in un'area per alcuni mesi soltanto, la Grande carestia persistette per anni, portando sofferenze per coloro che s'indebolirono talvolta fino a morire, dovendo fronteggiare il cannibalismo, l'infanticidio e il crimine crescente.

## Conseguenze
La carestia è chiamata la "Grande carestia" non soltanto a causa del numero di persone che morirono, o per la vasta area geografica interessata, o per la sua durata, ma anche per le sue conseguenze.
La prima conseguenza fu per la Chiesa cattolica. Le preghiere, per quanto numerose, sembrarono inefficaci contro le cause della tragedia. In una società dove la soluzione finale di tutti i problemi era la religione, l'inefficacia delle preghiere minò l'autorità istituzionale della Chiesa, che tuttavia sopravvisse.
La seconda fu un incremento dell'attività criminale. L'Europa medievale del XIII secolo era caratterizzata da una cultura assai violenta, nella quale rapine e omicidi erano dimostrabilmente più comuni che nei tempi moderni. Con la carestia, anche i non criminali dovettero ricorrere a ogni mezzo per sfamare sé stessi e le loro famiglie. Dopo la carestia, il clima che si viveva in Europa si fece più duro e violento, diventando ancora meno accogliente che durante il XII e il XIII secolo. L'effetto si poté vedere in tutte le fasce sociali; forse ciò che più colpisce fu il modo in cui fu condotta la guerra nel XIV secolo durante la sanguinosa guerra dei cent'anni, a confronto con i secoli precedenti nei quali i nobili avevano più probabilità di morire nei tornei che nei campi di battaglia.
La terza fu l'incapacità dei governi medievali a gestire la crisi. Così come Dio sembrava che non volesse o potesse rispondere alle preghiere, i poteri terreni erano parimenti impotenti, il che erodeva e minava il loro prestigio e la loro autorità.
La quarta fu la fine di un periodo senza precedenti di crescita demografica che era incominciata attorno al 1050; sebbene taluni credano che avesse già cominciato a ridursi da alcuni decenni, non c'è dubbio che la Grande carestia mise fine a quell'alto tasso di crescita della popolazione.
Infine, la Grande carestia avrebbe avuto conseguenze su eventi futuri come la Morte Nera, che colpì il continente quando la popolazione era già indebolita.